# Tymf

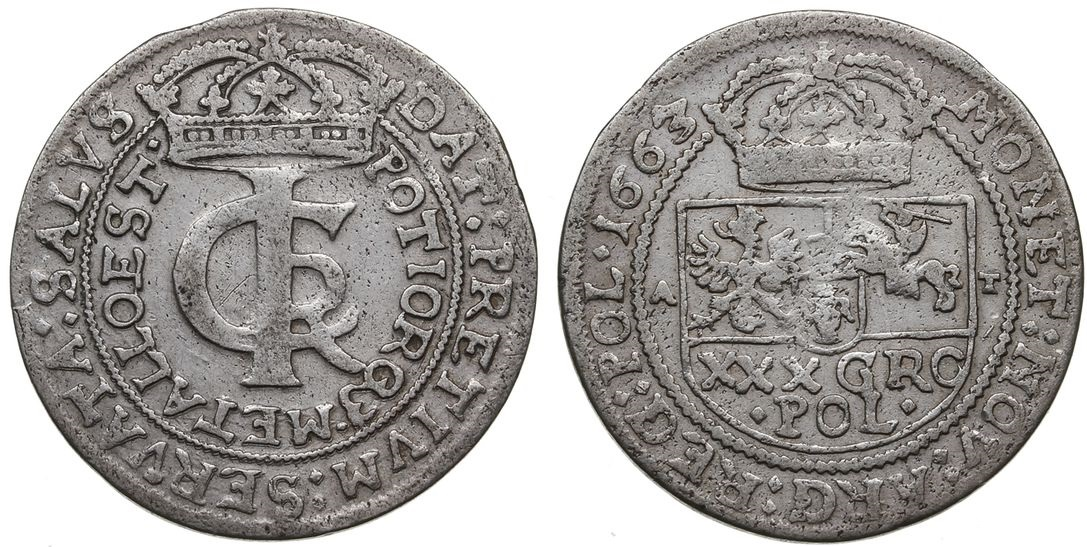
Tymf z 1663

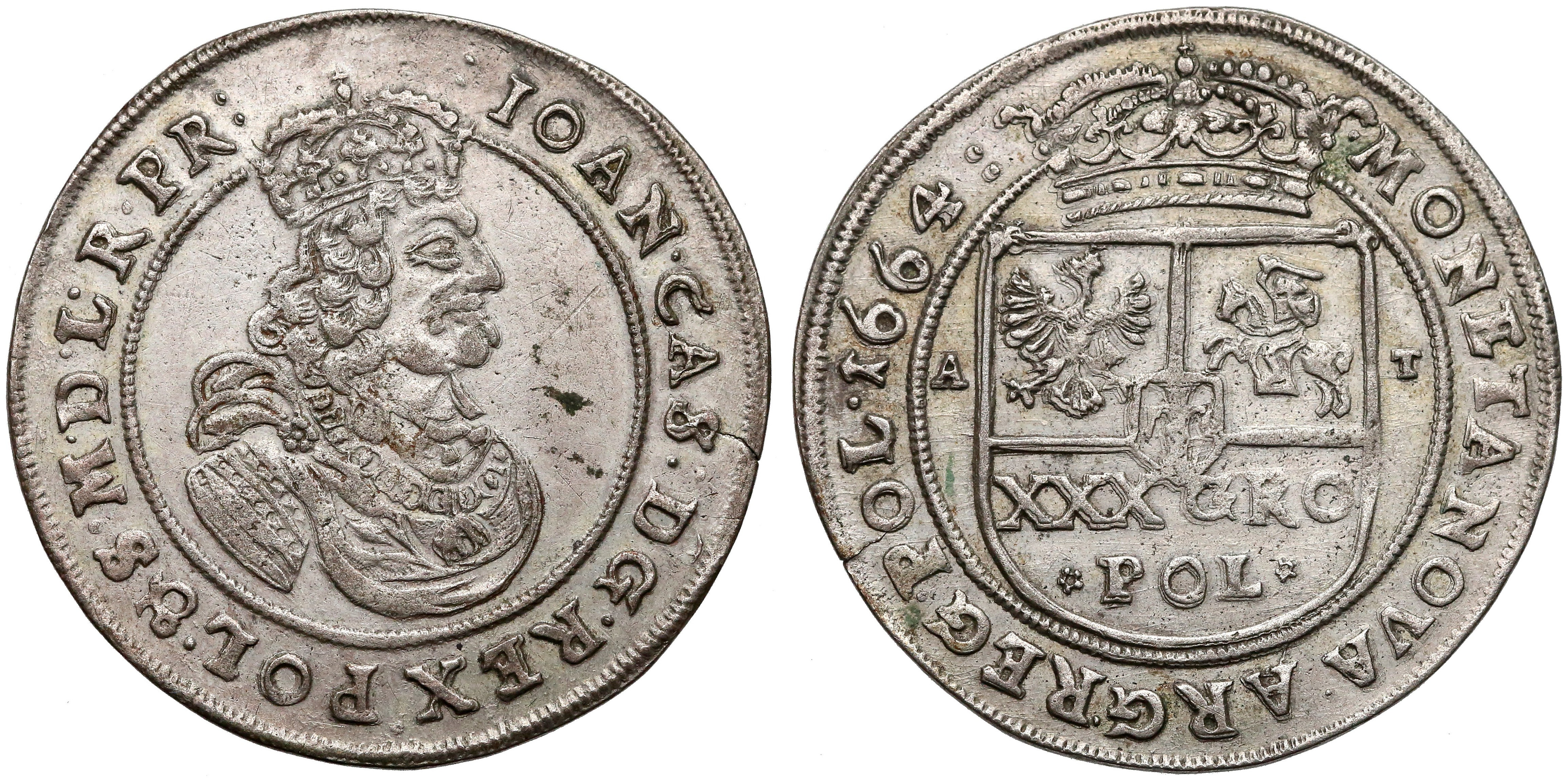
Próbny tymf portretowy z 1664

Tymf (tynf) – początkowo potoczna, od uniwersału Przebendowskiego (1717) oficjalna, nazwa srebrnych monet podwartościowych (kredytowych) Rzeczypospolitej Obojga Narodów, w których ilość srebra była niższa niż deklarowana przez emitenta wartość.
Deklarowany na monecie nominał tymfa (złotówki) wynosił 30 groszy, jednak srebro użyte do produkcji miało wartość nieprzekraczającą 10–15 groszy. Spowodowane to było trudnościami skarbu królewskiego po potopie szwedzkim (por. boratynka).
Tymfy emitowano w latach 1663–1666, początkowo w mennicach bydgoskiej i krakowskiej, później również lwowskiej. W niektórych źródłach podawana jest informacja, że bicie tymfów zakończono dopiero w 1667, ale w Łegonicach, po krwawej bratobójczej bitwie pod Mątwami wojska królewskiego z rokoszanami Lubomirskiego (13 lipca 1666), król Jan Kazimierz zawarł ugodę, w której zobowiązał się między innymi do przerwania produkcji monet kredytowych (boratynek i tymfów). Jednak ze względu na potrzebę fiskalną tych emisji bicie faktycznie zakończono dopiero 20 listopada 1666.

Na awersie tymfów widniał trzyliterowy monogram króla Jana Kazimierza „ICR” (od Ioannes Casimirus Rex), co ze względu na niską wartość monety złośliwie odczytywano jako: Initium Calamitatis Regni (początek nieszczęść królestwa). Inskrypcja:

DAT PRETIVM SERVATA SALVS POTIORQ3 METALLO EST

(Cenę daje ocalenie kraju i to lepsze jest od kruszcu) miała wyjaśniać intencję, dla której władze zdecydowały się na bicie monety niepełnowartościowej. Emitowanie tych monet umożliwiło dzierżawcy mennic koronnych Andrzejowi Tymfowi (Tympfowi), od którego nazwiska powstała nazwa, dopuszczenie się znacznych nadużyć, których wykrycie ostatecznie zmusiło go do ucieczki z Polski.
Moneta będąca wraz z boratynką symbolem upadku gospodarczego Rzeczypospolitej, została upamiętniona powiedzeniem „dobry żart jest tynfa wart”. Tymfów wyemitowano ok. 6 mln sztuk. Bito je bardzo niedbale, z częstymi błędami w napisach. Rzekomo srebrna blacha mennicza była z reguły źle rozwalcowana, o nierównej powierzchni, dlatego egzemplarze starannie wybite, w pełni czytelne, są dość trudno dostępne.
W latach 1752–1755 tymfy bił również August III w mennicy lipskiej.
Tymfy były w obiegu sto lat, zawsze liczone jako wielokrotność szelągów. Początkowo jako 30x3=90 szelągów, za króla Michała Korybuta Wiśniowieckiego 31 gr równe 93 szelągom, a za króla Jana III Sobieskiego już 34 gr równym 102 szelągom. Po upływie pół wieku zajęto się tymfami z urzędu. Król August II Sas w 1717 roku naznaczył im kurs przymusowy 38 groszy, płatanych szelągami miedzianymi. W 1765 r. król Stanisław August Poniatowski polecił przyjmować tymfy przymusowo po cenie 36 groszy miedzianych, właśnie nowo emitowanych. Już w następnym roku kasy państwowe wykupiły je po 27 groszy miedzianych, a mennica warszawska przebiła na nową monetę.    